# 2021年美國聯盟外卡晉級賽
2021年美國聯盟外卡晉級賽（2021 American League Wild Card Game），是由東區、中區、西區等三區的冠軍以外的球隊進行排名，以勝率前兩名的球隊獲得外卡資格，兩隊將會進行1場比賽，獲勝的球隊可以晉級美國聯盟分區賽，其中兩隊以勝率較高的球隊獲得主場優勢，如果兩隊的勝率相同的時候，則以兩隊球季比賽獲得優勢的球隊擁有主場優勢。
本季美聯外卡競爭非常激烈，打完161場比賽時總共有4隊還有機會。紐約洋基和波士頓紅襪同為91勝70敗，多倫多藍鳥和西雅圖水手則是90勝71敗，形成4搶2的局面，一度還有加賽的可能。
10月3日，本季第162場比賽，洋基主場迎戰美聯第一種子坦帕灣光芒，靠著9下亞倫·賈吉的再見安打以1:0獲勝，以92勝70敗獲得了美聯一張外卡。同時間，紅襪於客場迎戰華盛頓國民，克服1：5的落後頹勢不斷追分，打完前8局為5：5平手，9局上拉斐爾·迪佛斯擊出兩分砲，最後以7:5獲勝，順利以92勝70敗獲得了美聯另一張外卡，水手與藍鳥則含恨放寒假。
紅襪在例行賽和洋基的對戰，以10勝9敗取得優勢，因此享有主場優勢。比賽於美國時間10月5日晚上8點開始，於芬威球場舉行，也是兩隊第5次在季後賽碰頭，由ESPN轉播比賽。獲勝的球隊將可參加2021年美國聯盟分區賽挑戰美聯第一種子光芒。
這是紅襪第1次打外卡割喉戰，他們派出納坦·艾瓦爾迪掛帥先發；洋基前面3次他們都是主場迎敵（2015年被休士頓太空人淘汰，2017年淘汰明尼蘇達雙城)，2018年淘汰奧克蘭運動家）這回他們是第一次的客場作戰，格里特·柯爾則是繼2015年國家聯盟外卡晉級賽再度主投。

## 比賽結果
芬威球場，波士頓，麻薩諸塞州
| 紐約洋基 | 0 | 0 | 0 | 0 | 0 | 1 | 0 | 0 | 1 | 2 | 6 | 0 |
| 波士頓紅襪 | 2 | 0 | 1 | 0 | 0 | 1 | 2 | 0 | X | 6 | 7 | 0 |
| 勝投： 納坦·艾瓦爾迪（1–0） 敗投： 格里特·柯爾（0–1） 全壘打： 洋基：安東尼·瑞佐（6上,1分）、賈恩卡洛·斯坦頓（9上,1分） 紅襪：贊德爾·柏加茲（1下,2分）、凱爾·舒瓦伯（3下,1分） |   |   |   |   |   |   |   |   |   |   |   |   |

### 比賽經過
格里特·柯爾在首局就被贊德爾·柏加茲敲出2分砲，3局下又被凱爾·舒瓦伯敲出陽春砲，只留下2+局挨4安失3分的慘澹成績。
對比洋基的步履蹣跚，納坦·艾瓦爾迪完全壓制洋基打線，加上一點運氣幫忙（賈恩卡洛·斯坦頓的高飛球打中綠色怪物，變成最遠的一壘安打）洋基直到6上才敲開破口。安東尼·瑞佐敲出陽春砲追回1分，賈恩卡洛·斯坦頓也在得點圈有人時敲出直擊綠色怪物的二壘安打，不過紅襪野手們合力完美處理，將亞倫·賈吉觸殺在本壘前，結束洋基攻勢。
氣勢一消一長，紅襪在6、7兩局再連拿下3分揚長而去，也讓賈恩卡洛·斯坦頓9上的陽春砲淪為空包彈。
終場紅襪以6比2拿下勝利，將與光芒隊進行美聯分區賽。